# Privatpilotenlizenz

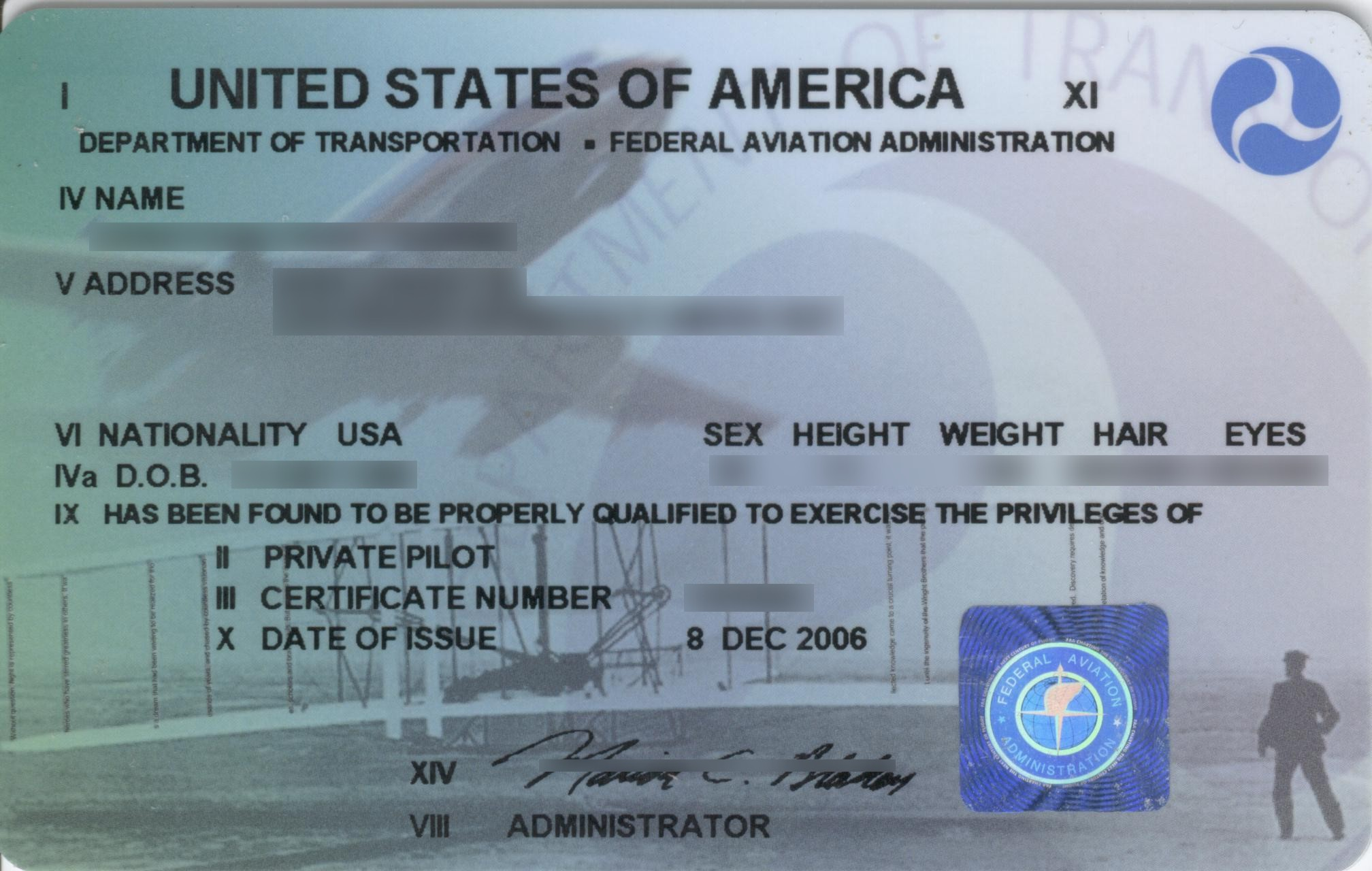
US FAA Private Pilot Certificate

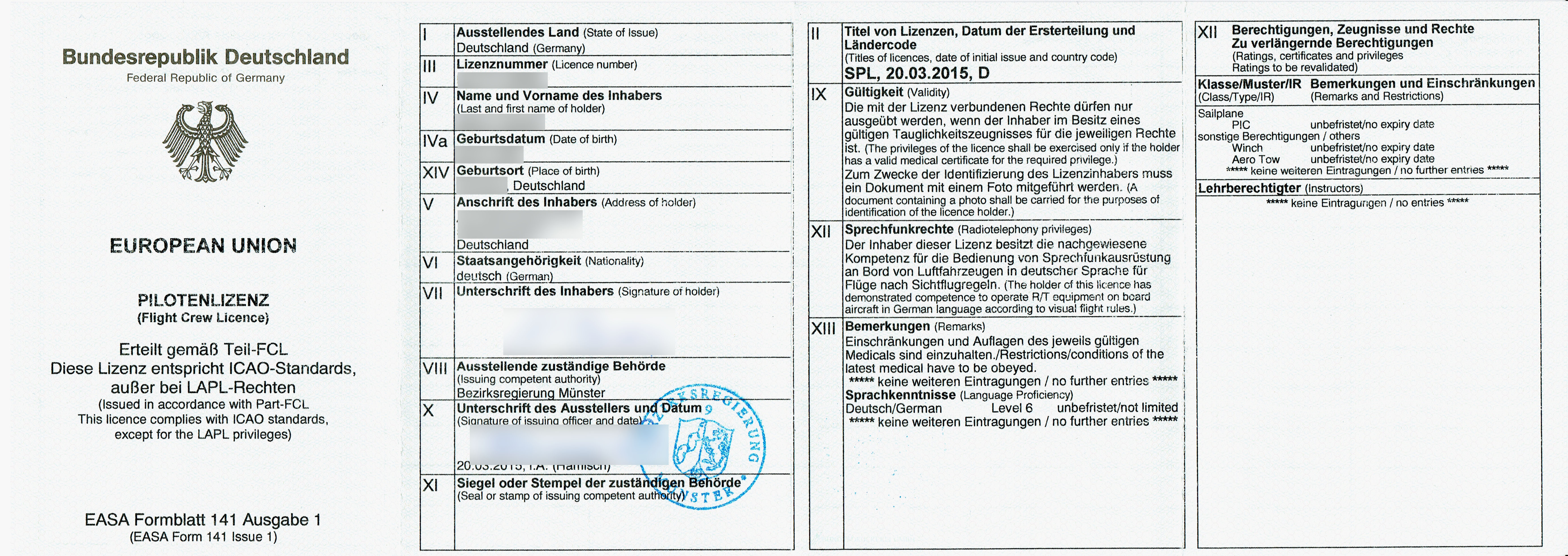
EASA Segelfluglizenz

Die Lizenz für Privatpiloten (PPL, englisch private pilot license) ist eine nach den Richtlinien der Internationale Zivilluftfahrtorganisation (ICAO) festgelegte Erlaubnis zum Führen von Luftfahrzeugen. Sie erlaubt das weltweite nichtgewerbliche Führen von Luftfahrzeugen verschiedener Kategorien und Klassen auf Luftfahrzeugen des Staates der ausstellenden Behörde. Bis heute stellt sie für die meisten Luftfahrzeugklassen die Einstiegslizenz dar und ist meist notwendige Voraussetzung für den Erwerb einer Berufspilotenlizenz.

## Kategorien und Klassen
Die Richtlinie der ICAO gliedert die Privatpilotenlizenz in Kategorien. Für jede Kategorie ist eine eigenständige Ausbildung und Prüfung zum Erhalt der Berechtigung notwendig.
- Flugzeug
- Drehflügler
- Luftschiff mit einem Volumen über 4.600 m³
- Freiballon
- Segelflugzeug
- Luftfahrzeuge mit vertikaler Start- und Landefähigkeit

Darüber hinausgehende Luftfahrzeugklassen werden von den Richtlinien der ICAO nicht erfasst und sind im Regelfall multinational oder national geregelt, z. B. der auf EU-Ebene geregelte Pilotenschein für Leichtflugzeuge (LAPL) oder der deutsche Luftfahrerschein für Luftsportgeräteführer.

## Umsetzung der ICAO Richtlinie

### Europäische Union
Nach Einführung der Verordnung (EU) Nr. 1178/2011 (EU-FCL) am 8. April 2015 wird die Zulassung, Ausbildung und Lizenzierung von Piloten und Flugbegleitern durch die Europäische Union geregelt. Als Ausführungsbehörde wurde die in Köln ansässige Europäische Agentur für Flugsicherheit (EASA) verantwortlich. Der für Privatpiloten wesentliche Teil der Regelungen befindet sich in Anhang 1 der Verordnung. Mit einer Privatpilotenlizenz nach EU-FCL ist man berechtigt, alle entsprechenden Luftfahrzeuge der eingetragenen Klasse aller EASA-Mitgliedsstaaten zu führen, ohne dass es dazu einer zusätzlichen nationalen Genehmigung bedarf. Die Luftfahrtbehörden der EASA-Mitgliedsstaaten sind aber weiterhin für die Verwaltung der Privatpilotenlizenzen verantwortlich. Als Besonderheit in der EU kann der Pilot die Luftfahrtbehörde eines EASA-Mitgliedsstaates frei wählen und später auf eigenen Antrag jederzeit zu einer anderen Behörde wechseln. Die Zuständigkeit der Lizenzverwaltung ergibt sich weder aus der Staatsangehörigkeit, noch dem Wohnsitz des Piloten. So ist es zum Beispiel möglich, dass ein italienischer Privatpilot mit Wohnsitz in Deutschland seine Lizenz in Österreich bei Austro Control verwalten lässt. Folgende Privatpilotlizenzen werden ausgestellt:
- Privatpilotenlizenz Flugzeuge – PPL(A)
- Privatpilotenlizenz Hubschrauber – PPL(H)
- Privatpilotenlizenz Luftschiffe – PPL(As)
- Segelflugzeugpilotenlizenz – SPL
- Ballonpilotenlizenz – BPL

Die Privatpilotenlizenz beinhaltet die Rechte der Leichtluftfahrzeug-Pilotenlizenz.

#### Deutschland
In Deutschland wird die Lizenz für Privatpiloten mit der Zusatzqualifikation Instrumentenflugberechtigung vom Luftfahrt-Bundesamt ausgegeben und verwaltet. Für alle anderen Privatpiloten sind es die Luftfahrtbehörden der Bundesländer. Als deutsche Besonderheit innerhalb der Europäischen Union gibt es eine Zuverlässigkeitsüberprüfung für Piloten nach § 7 Luftsicherheitsgesetz. Zur Überprüfung dürfen die Luftsicherheitsbehörden Auskünfte bei den Polizeivollzugs- und Verfassungsschutzbehörden, dem Bundeskriminalamt, dem Bundesamt für Verfassungsschutz, dem Bundesnachrichtendienst, dem Militärischen Abschirmdienst, dem Zollkriminalamt, der Bundesbeauftragten für die Unterlagen des Staatssicherheitsdienstes der ehemaligen DDR sowie beim Bundeszentralregister einholen.

#### Österreich
Austro Control, ein als GmbH organisierter Bundesbetrieb der Republik Österreich, hat 1993 die Aufgabe als Luftfahrtagentur übernommen und ist für die Ausstellung von Pilotenscheinen sowie die Aufsicht über die Zivilluftfahrschulen verantwortlich. Die Aufgaben der Regelung für Ausbildung und Prüfung für Piloten für Ballonfahrer und Segelflieger wurden per Verordnung des Bundesministerium für Wissenschaft und Verkehr an den Österreichischen Aero-Club übertragen. Dieser ist damit eine Zivilluftfahrtbehörde 1. Instanz. Die hierfür aufgestellte Kommission für Flugsport Allgemeine-Luftfahrt Administration (FAA) ist vom Sportverband örtlich und organisatorisch getrennt. Aufsicht über die Tätigkeit als Zivilluftbehörde hat das Bundesministerium für Verkehr, Innovation und Technologie.

### Vereinigte Staaten von Amerika
In den Vereinigten Staaten werden alle zivilen Luftfahrerlizenzen und damit auch die Privatpilotenlizenz von der Federal Aviation Administration, der Luftfahrtbehörde des US-Verkehrsministerium vergeben. In der Privatpilotenlizenz in den USA ist die Berechtigung zum Nachtflug und Sprechfunk, einschließlich der Überprüfung der Sprachfähigkeit in Englisch in die Pilotenausbildung und -prüfung integriert und werden nicht gesondert geprüft.

## Ausbildung
Für den Erhalt der Privatpilotenlizenz muss der Flugschüler bei einer Flugschule oder einem Verein eine theoretische und praktische Ausbildung durchlaufen.

### Theorie
Im theoretischen Teil der Ausbildung werden folgende Sachgebiete behandelt und bei einer Abschlussprüfung entsprechende Kenntnisse geprüft:
- Luftrecht
- menschliches Leistungsvermögen
- Meteorologie
- Kommunikation
- Grundlagen des Fliegens
- betriebliche Verfahren
- Flugleistung und Flugplanung
- allgemeine Luftfahrzeugkunde
- Navigation

### Praxis
Die praktische Flugausbildung findet meist in mehreren Phasen statt.
- In der ersten Phase lernt der Flugschüler das Fluggerät am Boden und in der Luft zu steuern und zu beherrschen. Starts und Landungen sind weitere Bestandteile der Ausbildung. Ziel ist der erste Alleinflug in der Platzrunde. Meist wird vor diesem Alleinflug der Flugschüler intern in der Flugschule durch einen zweiten Fluglehrer oder den Ausbildungsleiter bei einem Flug geprüft.
- Nach mehreren Alleinflügen mit Flugauftrag durch den Fluglehrer folgt die Ausbildung in Flugplanung und Flugnavigation mit mehreren Überlandflügen. Dazu gehören zusätzlich Sprechfunk und der Flug im kontrollierten Luftraum, einschließlich Landen auf kontrollierten Flugplätzen. Die Phase wird mit einem oder mehreren Überlandflügen im Alleinflug abgeschlossen.
- Die letzte Phase dient der Prüfungsvorbereitung. Der Ablauf der Prüfung mit den entsprechenden Verfahren, insbesondere Notverfahren, wird geübt. Diese Phase und die Ausbildung endet mit einer mehrstündigen mündlichen und praktischen Prüfung vor einem durch die Luftfahrtbehörde bestellten Prüfer.

## Zusatzberechtigungen
Für die Privatpilotenlizenz kann man zahlreiche Zusatzberechtigungen erwerben. Typische Zusatzberechtigungen sind:
- Instrumentenflugberechtigung:
  - Instrumentenflugberechtigung ohne Einschränkungen für An-, Ab- und Streckenflug (IR)
  - Instrumentenflugberechtigung für alle Luftfahrzeuge, die von einem einzelnen Piloten gesteuert werden dürfen, außer Hochleistungsflugzeuge, für An-, Ab- und Streckenflug (BIR)[9]
- Nachtflug, wenn nicht bereits Teil der Ausbildung
- Kunstflug
- Flugzeugschleppstart
- Fang- oder Bannerschlepp
- Klassenberechtigungen:[10][11][12]
  - SEP (land) für einmotorige landgestützte Kolbenflugzeuge. Diese Berechtigung wird in der PPL(A)-Ausbildung bereits mit erworben.
  - SEP (sea) für einmotorige Wasser-Kolbenflugzeuge.
  - MEP (land) für mehrmotorige landgestützte Kolbenflugzeuge.
  - MEP (sea) für mehrmotorige Wasser-Kolbenflugzeuge.
  - Flugzeugspezifische Klassenberechtigungen, meistens als Musterberechtigungen beziehungsweise auf Englisch als type ratings bezeichnet, für Luftfahrzeuge, die eine spezielle Schulung und Berechtigung erfordern. Diese werden im EASA kontrollierten Bereich für alle einmotorige Turbinenflugzeuge der Klasse SET (engl.: single-engine turbine; dt.: einmotorige Turbinenflugzeuge) sowie alle in die Klasse HPA (engl.: high performance airplane, dt: Hochleistungsflugzeug) eingestufte Luftfahrzeuge benötigt, weshalb es keine allgemeine Klassenberechtigungen für diese beiden Klassen gibt.
- Lehrberechtigung (FI)
- Klassenlehrberechtigung (CRI)

## Kostenerstattung für Flüge
Grundsätzlich ist eine gewerbliche Nutzung des Privatpilotenscheins nicht zulässig, dafür ist eine Berufspiloten- oder Verkehrspilotenlizenz erforderlich. Manche Länder erlassen aber Regelungen für die Kostenerstattung.
In den EASA-Mitgliedsstaaten sind zulässig:
- Selbstkostenflüge; dabei müssen gemäß EU-Verordnung die direkten Kosten auf alle (maximal sechs) Insassen einschließlich des Piloten aufgeteilt werden. Mitflugzentralen, wie Wingly, vermitteln zwischen Piloten und Passagieren.[13]
- Tätigkeit als Fluglehrer und als Flugzeugschlepper; dafür darf die PPL im nichtgewerbsmäßigen Luftverkehr auch berufsmäßig genutzt werden.[13]

In der EASA kann die Segelflugzeugpilotenlizenz und die Ballonpilotenlizenz mit einer gewissen Flugerfahrung und einer Zusatzprüfung gewerblich genutzt werden. Es gibt für diese Flugzeugklassen folglich keine Berufspilotenlizenz.
Bei der US-amerikanischen FAA ist mit wenigen Ausnahmen die bezahlte Mitnahme von Passagieren gegen Kostenerstattung möglich. Es muss aber eine anteilige Aufteilung der Kosten von Pilot und Passagieren erfolgen. Voraussetzung für die Tätigkeit als Fluglehrer ist in den USA eine Berufspiloten- oder Verkehrspilotenlizenz. Eine Ausnahme gibt es nur als Ausbilder für die nicht mit ICAO-Regeln konforme Sport Pilot License.

## Geschichte
Bis 2003 konnte man in Deutschland den Luftfahrerschein für Privatluftfahrzeugführer (PPL) erwerben. Man benötigte Beiblätter für spezielle Kategorien von Luftfahrzeugen:
- PPL-A für Motorflugzeuge
- PPL-B für Motorsegler
- PPL-C für Segelflugzeuge
- PPL-D für Ballone
- PPL-H für Hubschrauber

Nicht in Deutschland registrierte Flugzeuge durften im Ausland prinzipiell nicht mit einer deutschen Lizenz geflogen werden. Die alten Berechtigungsscheine konnten seit dem 1. Juni 2003 nicht mehr erworben werden. Privatpilotenlizenzen wurden anschließend gemäß Joint Aviation Authorities ausgebildet, einem technischen Gremium von 34 europäischen Ländern. JAR-FCL-Lizenzen wurden gegenseitig ohne weitere Einschränkungen anerkannt. In nationaler Reglung verblieb der Segelflugschein (Glider Pilot License), mit dem auch Segelflugzeuge mit ausklappbarem Hilfstriebwerk geflogen werden durften, der Luftfahrerschein für Luftsportgeräteführer (SPL) und der PPL-N für max. 750 kg schweren, einmotorigen, zweisitzigen Flugzeugen. Der PPL-N konnte auf viersitzige Flugzeuge bis max. 2.000 kg erweitert werden. Diese Regelungen wurden 2015 durch die EU-Verordnung abgelöst.

## Validierung und Umschreibung
Mit der Lizenz darf man im Ausland grundsätzlich nur die Luftfahrzeuge des Staates der Lizenz fliegen. Bei EASA Lizenzen entsprechend nur Luftfahrzeuge aus EASA-Mitgliedsstaaten. Will man ein Luftfahrzeug eines anderen Staates führen, muss diese Lizenz temporär anerkannt, also validiert, oder umgeschrieben werden.
Die Verfahren sind je nach Staat unterschiedlich. Bei der Validierung wird auf beschränkte Zeit eine Genehmigung erteilt, ein Luftfahrzeug des Staates zu führen, z. B. das bis zu einem Jahr gültige Foreign Licence Validation Certificate  in Kanada. Die Genehmigung ist vom Bestehen der Ursprungslizenz und den Rechten der Ausübung der Lizenz im Ursprungsstaat abhängig (Medizinisches Tauglichkeitszeugnis, laufende Flugerfahrung, Sprechfunkzeugnis).
Bei der Umschreibung wird eine eigenständige Lizenz eines zweiten Staates erworben. Die Ausbildung und Flugerfahrung wird meist anerkannt, zusätzlich sind, je nach Land, Teile der theoretischen und praktischen Prüfung abzulegen. Innerhalb der EASA-Mitgliedsstaaten ist eine Umschreibung aufgrund der EU-Verordnung nicht mehr möglich, da eine EASA-Lizenz in allen Mitgliedsstaaten gilt.